# 新田市町
新田市町（にったいちちょう）は、群馬県太田市にある地名（町丁）。郵便番号は370-0304。

## 概要
生品地区にある町丁。

## 地理

### 近隣町丁
- 新田多村新田町
- 六千石町
- 新田嘉祢町
- 新田金井町
- 新田市野井町
- 新田市野倉町
- 山之神町

## 世帯数と人口
2022年（令和4年）3月31日現在の世帯数と人口は以下の通りである。
| 町丁     | 世帯数  | 人口  |
| -------- | ------- | ----- |
| 新田市町 | 170世帯 | 401人 |

## 交通

### 鉄道
町内に鉄道は通っていない。

### 道路
- 栃木県道・群馬県道39号足利伊勢崎線

## 施設
- ふれあいの森公園